# Landesregierung Aksel V. Johannesen I
Die erste färöische Landesregierung mit Aksel V. Johannesen als Ministerpräsident an der Spitze wurde am 15. September 2015 gebildet. Sie bestand bis zu ihrem Ende am 16. September 2019 aus acht Mitgliedern, vier Frauen und vier Männern. Sie war die erste paritätisch besetzte Landesregierung der Färöer. Abgelöst wurde sie von der Landesregierung Bárður á Steig Nielsen.  

## Bildung und Zusammensetzung
Die achtköpfige Landesregierung ging aus einer liberal-sozialistischen Dreiparteienkoalition hervor, an der der Javnaðarflokkurin mit vier Ministern, Tjóðveldi mit drei Ministern, sowie Framsókn mit einem Minister beteiligt waren.
Die Regierung konnte sich bei der Bildung auf eine Mehrheit von 17 Mandaten im 33 Abgeordnete zählenden Løgting stützen. Doch bereits am ersten Regierungstag trat Sonja Jógvansdóttir aus dem Javnaðarflokkurin aus um zukünftig als unabhängige Abgeordnete dem Løgting anzugehören. Sie sagte jedoch zu weiterhin die Koalition zu stützen, so dass sich rein rechnerisch an der Koalitionsstärke von 17 Abgeordneten nichts änderte.
Henrik Old übernahm zunächst das Innenministerium, dass jedoch vier Tage später zum Verkehrsministerium verkleinert wurde. Die übrigen Aufgaben des Innenministers wurden dem Gesundheitsministerium angegliedert.

## Mitglieder
Mitglieder der Landesregierung Aksel V. Johannesen waren ab dem 15. September 2015:
| Aufgabenbereich                         | Minister            | Minister | Partei |
| --------------------------------------- | ------------------- | -------- | ------ |
| Ministerpräsident (Løgmaður)            | Aksel V. Johannesen |          | C      |
| Stellvertr. Ministerpräsident Fischerei | Høgni Hoydal        |          | E      |
| Finanzen                                | Kristina Háfoss     |          | E      |
| Wirtschaft, Äußeres                     | Poul Michelsen      |          | F      |
| Verkehr                                 | Henrik Old          |          | C      |
| Gesundheit, Inneres                     | Sirið Stenberg      |          | E      |
| Soziales                                | Eyðgunn Samuelsen   |          | C      |
| Kultur                                  | Rigmor Dam          |          | C      |